# Liste der Flughäfen in Samoa

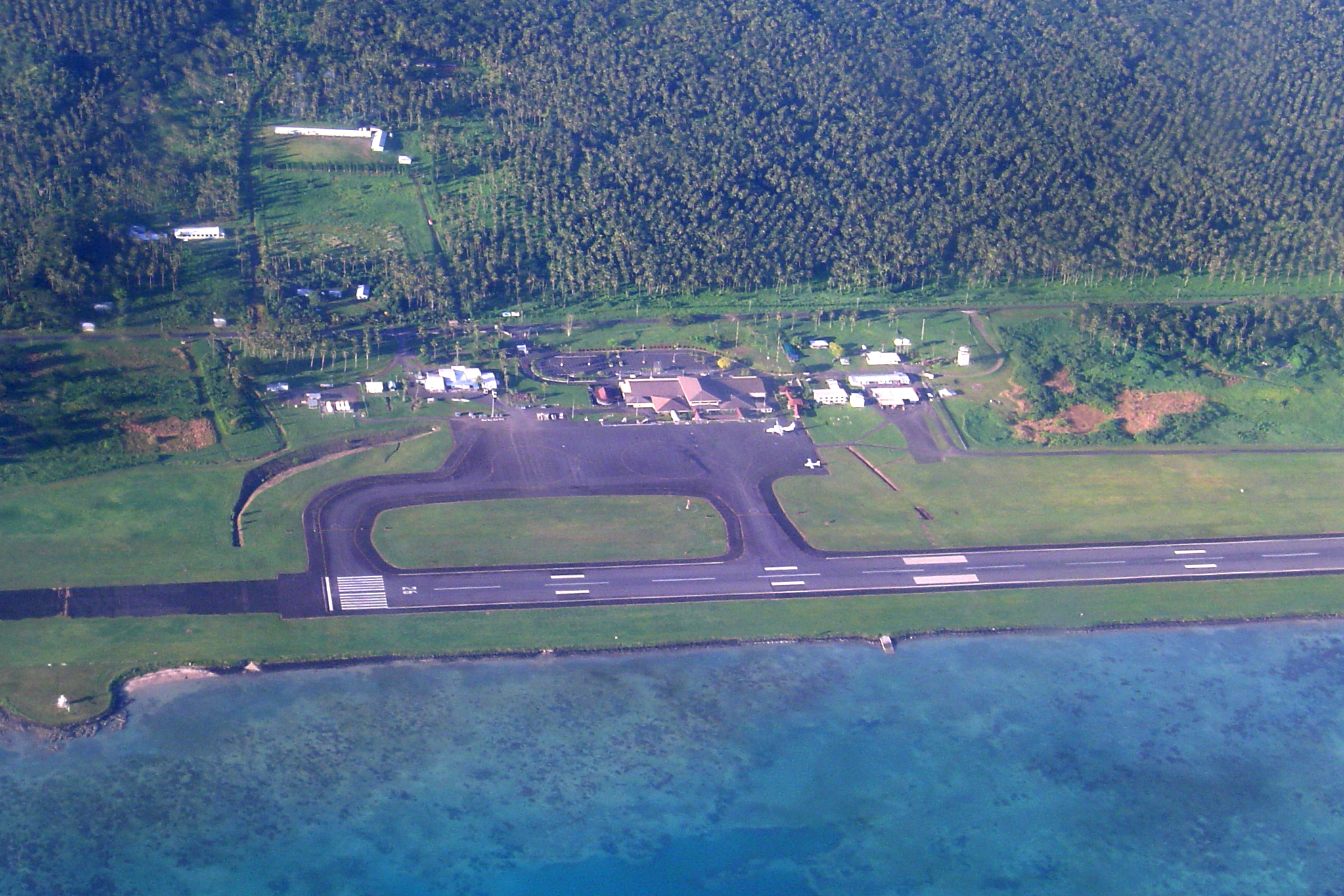
Flughafen Faleolo

Dies ist eine Liste aller Flughäfen in Samoa.
| Stadt/Insel | ICAO-Code | IATA-Code | Name des Flughafens           |
| ----------- | --------- | --------- | ----------------------------- |
| Apia        | APW       | NSFA      | Faleolo International Airport |
| Asau        | AAU       | NSAU      | Flughafen Asau                |
| Fagali’i    | FGI       | NSFI      | Flughafen Fagali’i *          |
| Lalomalava  | LAV       | –         | Flughafen Lalomalava *        |
| Salelologa  | MXS       | NSMA      | Flughafen Maota               |

* Nicht von der Samoa Airports Authority betrieben.